# 荣庙村
35°39′02″N 116°22′35″E / 35.650601°N 116.376414°E
榮廟村，為中华人民共和国山东省济宁市汶上县次丘镇下辖的一个村级行政单位。
位于小汶河畔，古有荣氏家庙，现庙已不存。位于镇西部，总面积1.5平方公里。